# Moțca, Iași
Moțca este satul de reședință al comunei cu același nume din județul Iași, Moldova, România.

## Legături externe
Materiale media legate de Moțca la Wikimedia Commons